# Saarmunder Endmoränenbogen
Le Saarmunder Endmoränenbogen (en français : arc morainique terminal de Saarmund) est une moraine terminale (Endmoränenzug (de)) située au sud de Potsdam. 

## Description
Il est composé en grande partie de dépôts provenant de l'étape la plus ancienne de la glaciation vistulienne dite étape de Brandebourg. D'une longueur de plus de 18 kilomètres, il représente un grand arc morainique terminal contigu de la plaine d'Allemagne du Nord. En termes de paysage, il incarne la limite orientale de la Zauche (de) et la limite ouest de la vallée glaciaire intermédiaire de la Nuthe, dominée par la plaine de Nuthe.
Son point culminant est le Kleiner Ravensberg (de) à 114,2 m d'altitude. Par rapport à la plaine de Nuthe, cela entraîne une différence de hauteur maximale d'environ 80 mètres.
Le Saarmunder Endmoränenbogen commence au sud de Potsdam au Modèle:Brauhausberg et au nord du Telegrafenberg, qu'il inclut, traverse le Kleiner Ravensberg, le Großer Ravensberg, le Schöne Berge près de Wilhelmshorst, le Galgenberg près de Langerwisch, le Saarmunder Berg, le Ziebchenberg (de), le Backofenberg (de) et le Grämitzberge (de) jusqu'au Hohen Berg près de Stücken.